# Phú Xuân, Phú Tân (An Giang)
Phú Xuân là một xã cũ thuộc huyện Phú Tân, tỉnh An Giang, Việt Nam.

## Địa lý
Xã Phú Xuân nằm ở trung tâm huyện Phú Tân, có vị trí địa lý:
- Phía tây giáp xã Hiệp Xương.
- Phía đông giáp các xã Phú An, Phú Thọ.
- Phía bắc giáp các xã Phú Thành, Phú Thạnh.
- Phía nam giáp xã Phú Hưng.

Xã Phú Xuân có diện tích 18,48 km², dân số năm 2019 là 4.931 người, mật độ dân số đạt 267 người/km².

## Hành chính
Xã Phú Xuân được chia thành 4 ấp: Phú Hạ, Phú Đông, Phú Tây và Phú Thu.